# Occupy Wall Street

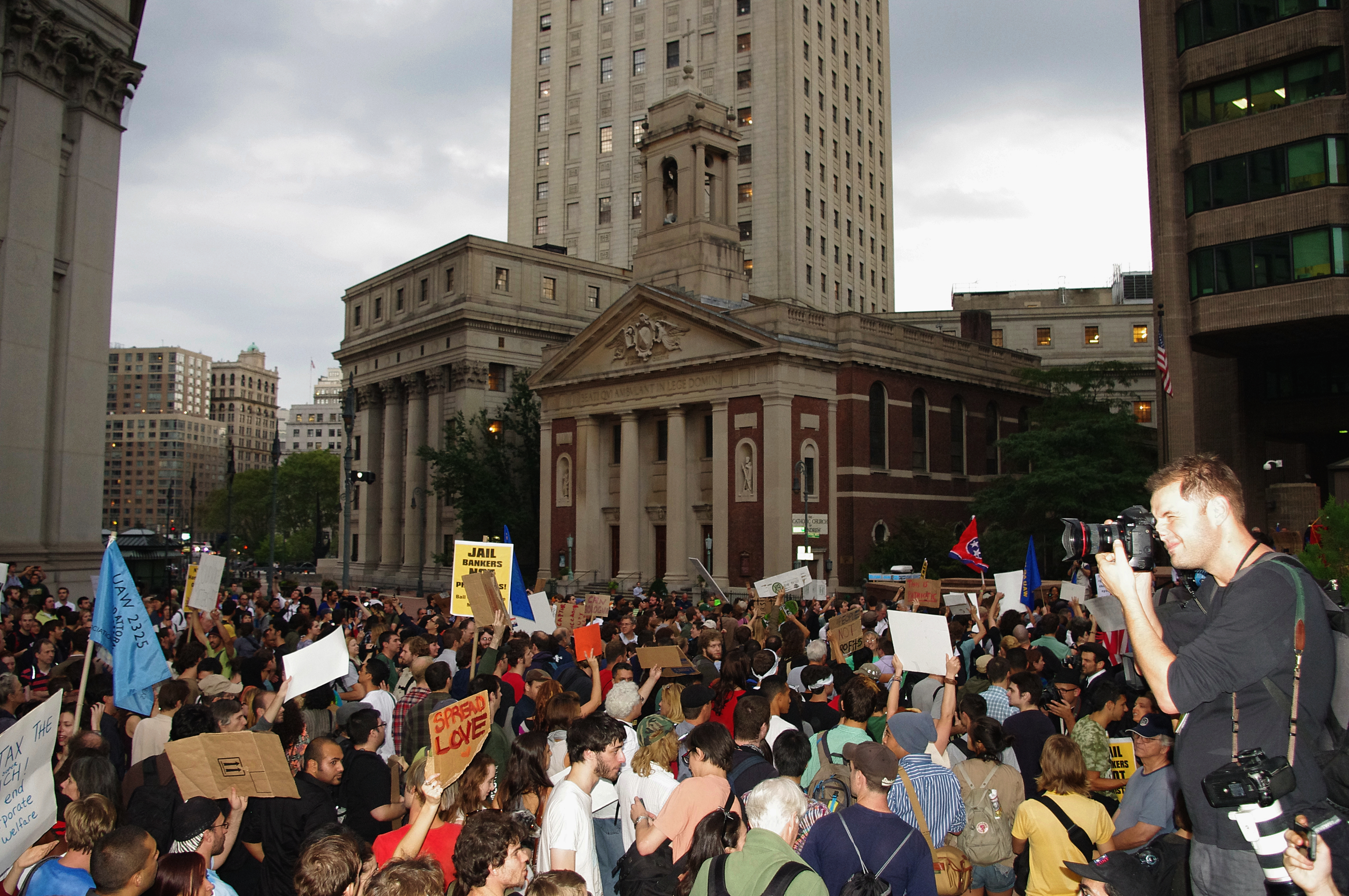
Die Demonstration am 30. September 2011

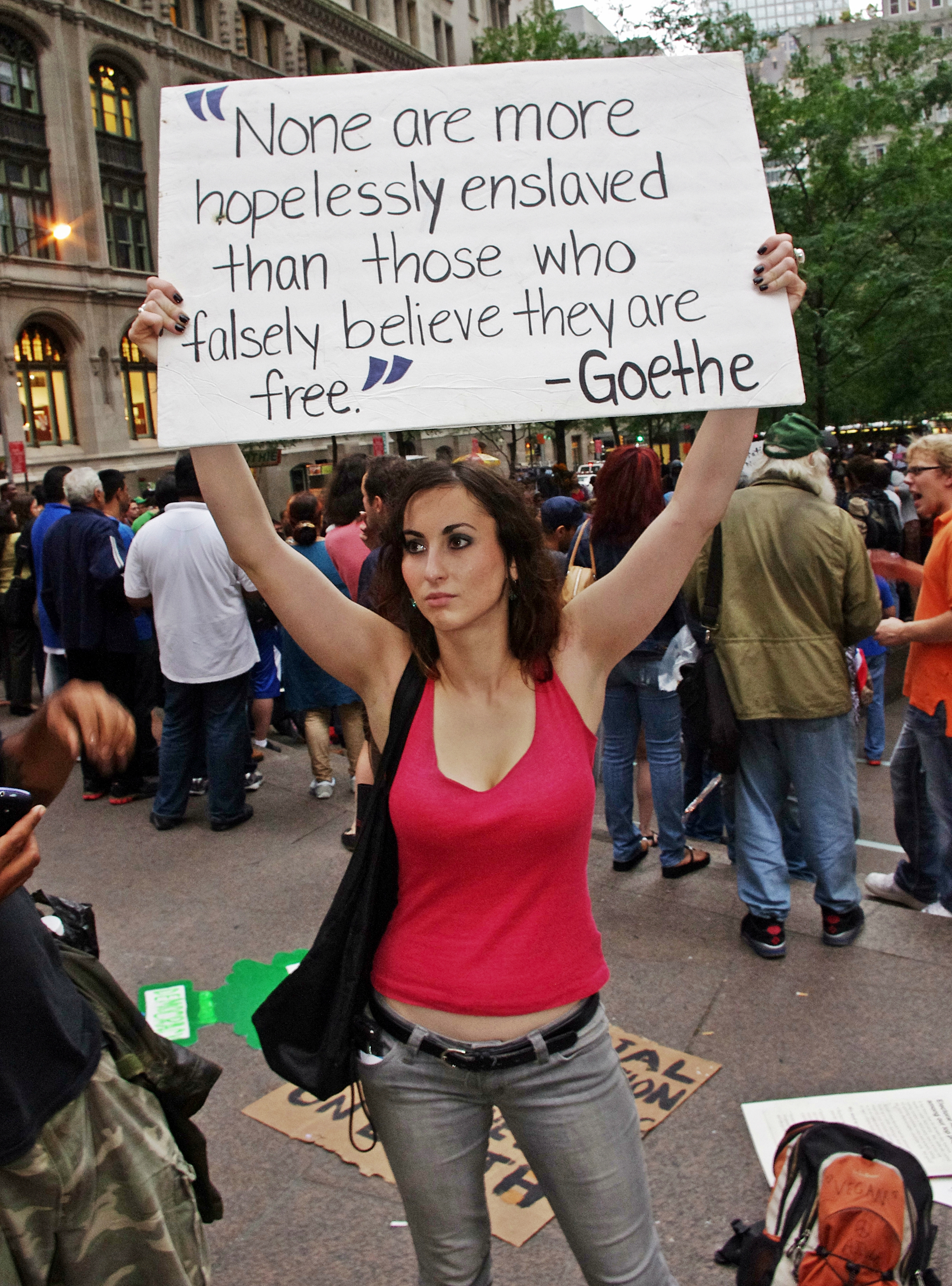
Protestschild, 28. September 2011 (Niemand ist mehr Sklave, als der sich für frei hält, ohne es zu sein. – Goethe)

Occupy Wall Street (englisch für „Besetzt die Wall Street“; abgekürzt auch OWS) war Ende 2011 die größte Protestbewegung in Nordamerika, die angeregt durch die sich rasch verbreitenden weltweiten Aufrufe im Internet im Zuge der Proteste in Spanien 2011/2012, des Arabischen Frühlings und der kanadischen Adbusters Media Foundation entstanden ist. Die zentralen Forderungen der Bewegung waren eine stärkere Kontrolle des Banken- und Finanzsektors durch die Politik, die Verringerung des Einflusses der Wirtschaft auf politische Entscheidungen und die Reduzierung der sozialen Ungleichheit zwischen arm und reich. Die Parkbesetzung hatte wie die Bewegung von Beginn an einflussreiche Fürsprecher, so etwa Nancy Pelosi, Michael Bloomberg und die Ökonomen Jeffrey Sachs und Joseph E. Stiglitz.
Kalle Lasn, Gründer von Adbusters, und sein Chefredakteur Micah White initiierten erste Aktionen über soziale Netzwerke im Juni 2011. Im Gefolge wurden der Zuccotti Park in Lower Manhattan in New York City von Demonstranten besetzt und auf den früheren Namen Liberty Plaza Park provisorisch wieder umbenannt sowie ein Zeltdorf darauf errichtet. Dies geschah ausdrücklich mit Bezug auf die Besetzung des Tahrir-Platzes in Ägypten während des Arabischen Frühlings. Parallel registrierte Adbuster OccupyWallStreet.org als zugehörige Webadresse. Die zunächst nur auf die Abonnenten der Zeitschrift Adbusters begrenzte Aktion verbreitete sich weltweit.

## Verlauf

### Vorbereitung

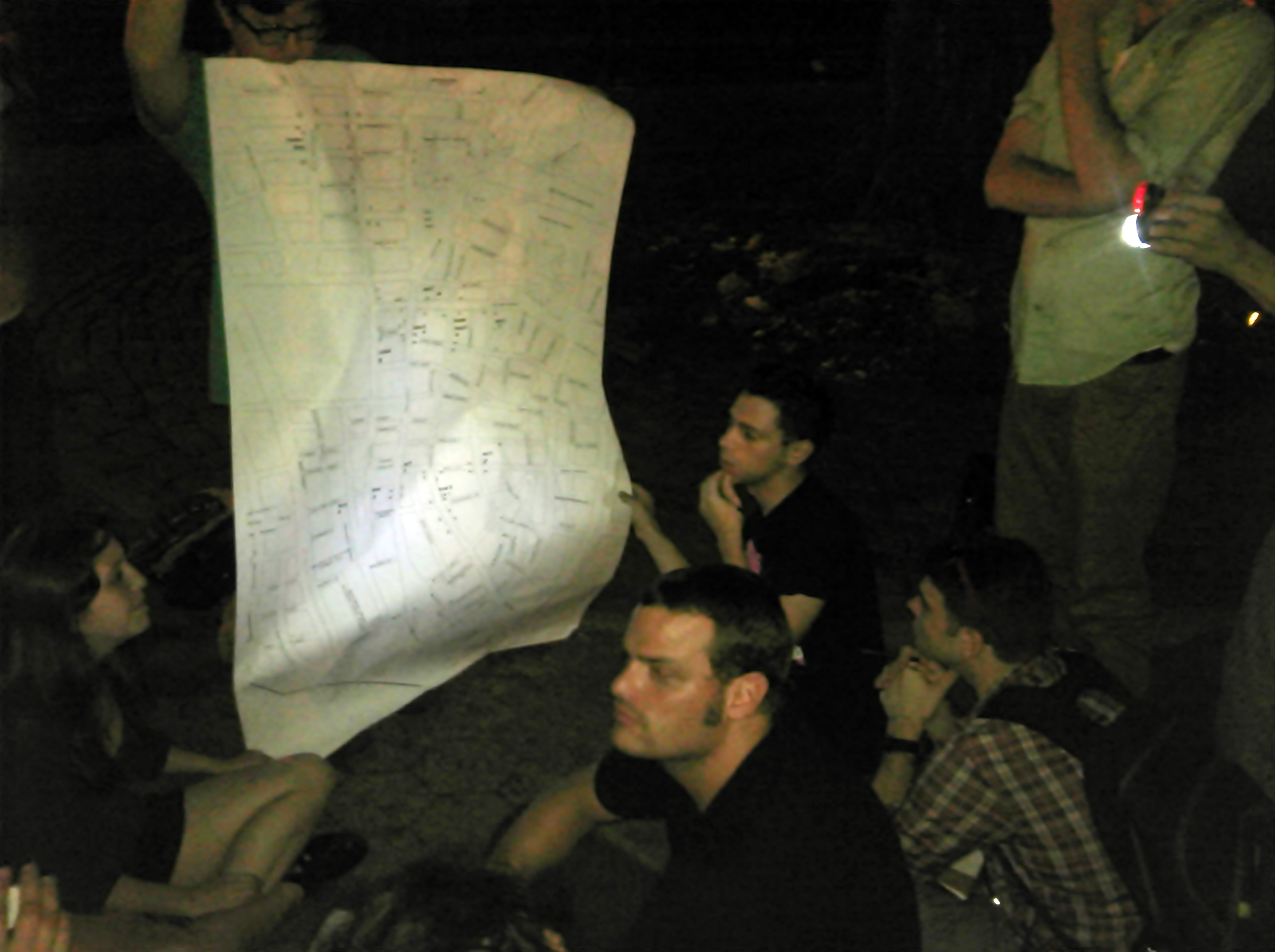
Vorbereitungstreffen im Tompkins Square Park am 3. September

Karte von der Südspitze Manhattans mit dem besetzten Zucotti Park und der Wall Street

Die Bewegung begann mit einem Aufruf, am 17. September 2011 den Zuccotti Park mit Zelten zu besetzen:

“#OCCUPYWALLSTREET. Are you ready for a Tahrir moment? On Sept 17, flood into lower Manhattan, set up tents, kitchens, peaceful barricades and occupy Wall Street.”

„#OCCUPYWALLSTREET. Seid ihr bereit für einen Tahrir-Moment? Strömt am 17. September nach Lower Manhattan, baut Zelte, Küchen, friedliche Barrikaden und besetzt die Wall Street.“

Am 9. Juli wurde der Blog occupywallstreet.org von der Adbusters Media Foundation und 14. Juli die Domain occupywallst.org anonym registriert. Relativ früh ließ sich auch die Aktivistin Alexa O’Brien mit ihrem Projekt eines US Day of Rage („US-Tag des Zorns“) in die Vorbereitungen einbinden und am 23. August erklärte das Hackerkollektiv Anonymous, die Aktion unterstützen zu wollen.
Ab dem 2. August fanden wöchentliche Versammlungen einer „General Assembly“ (GA, „Allgemeine Versammlung“) statt, in der sich – ohne eine Hierarchie aufzubauen – alle trafen, die konsensbasiert die Besetzung der Wall Street vorbereiten wollten. Beteiligt war bei diesen Treffen auch eine Gruppe namens „New Yorkers Against Budget Cuts“ („New Yorker gegen Budgetkürzungen“), die zuvor schon eine dreiwöchige Besetzungsaktion durchgeführt hatte, die, in Anspielung auf den zu der Zeit amtierenden Bürgermeister von New York Michael Bloomberg, Bloombergville genannt wurde.

### Beginn der Proteste

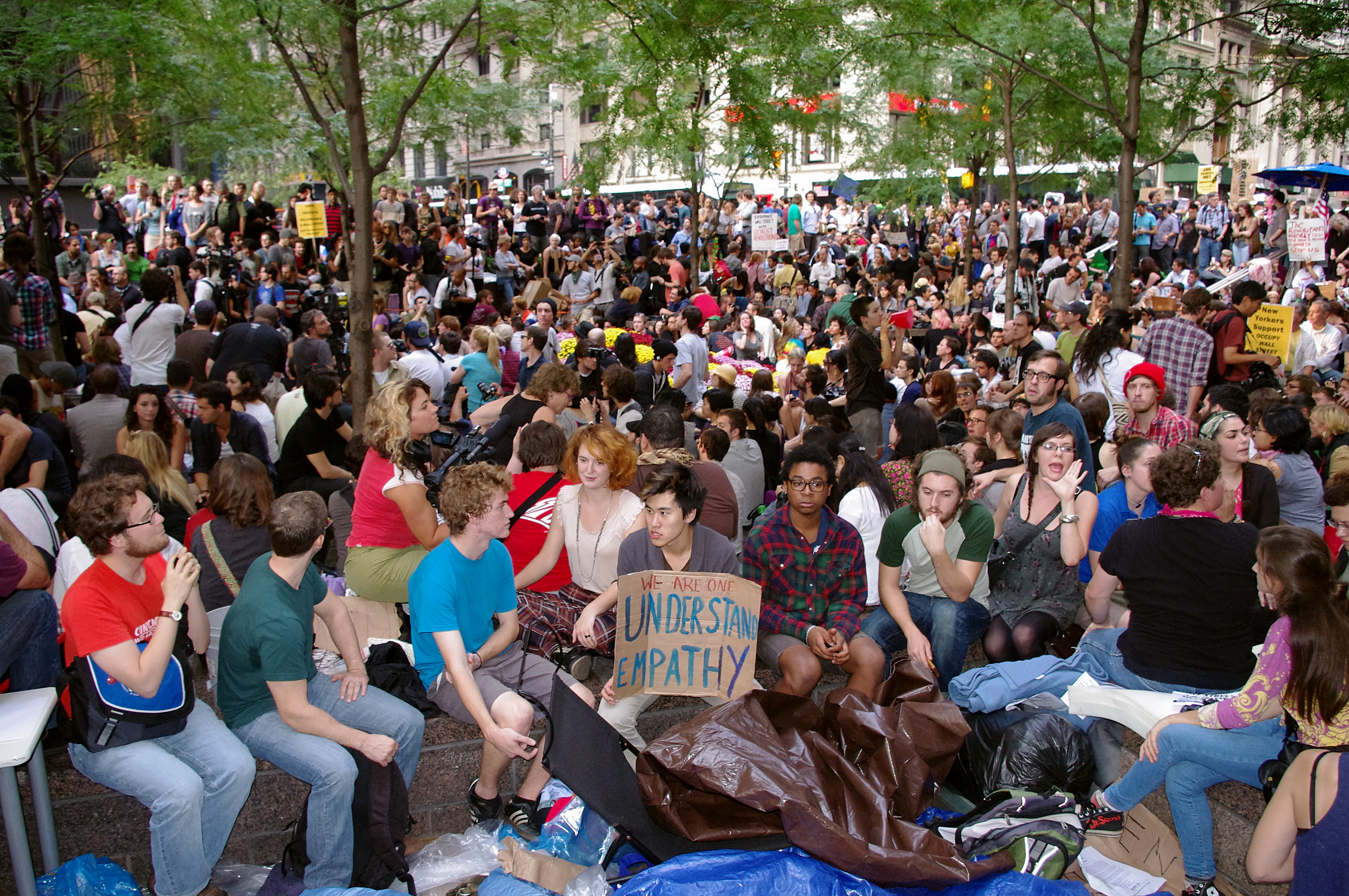
Der besetzte Zuccotti Park

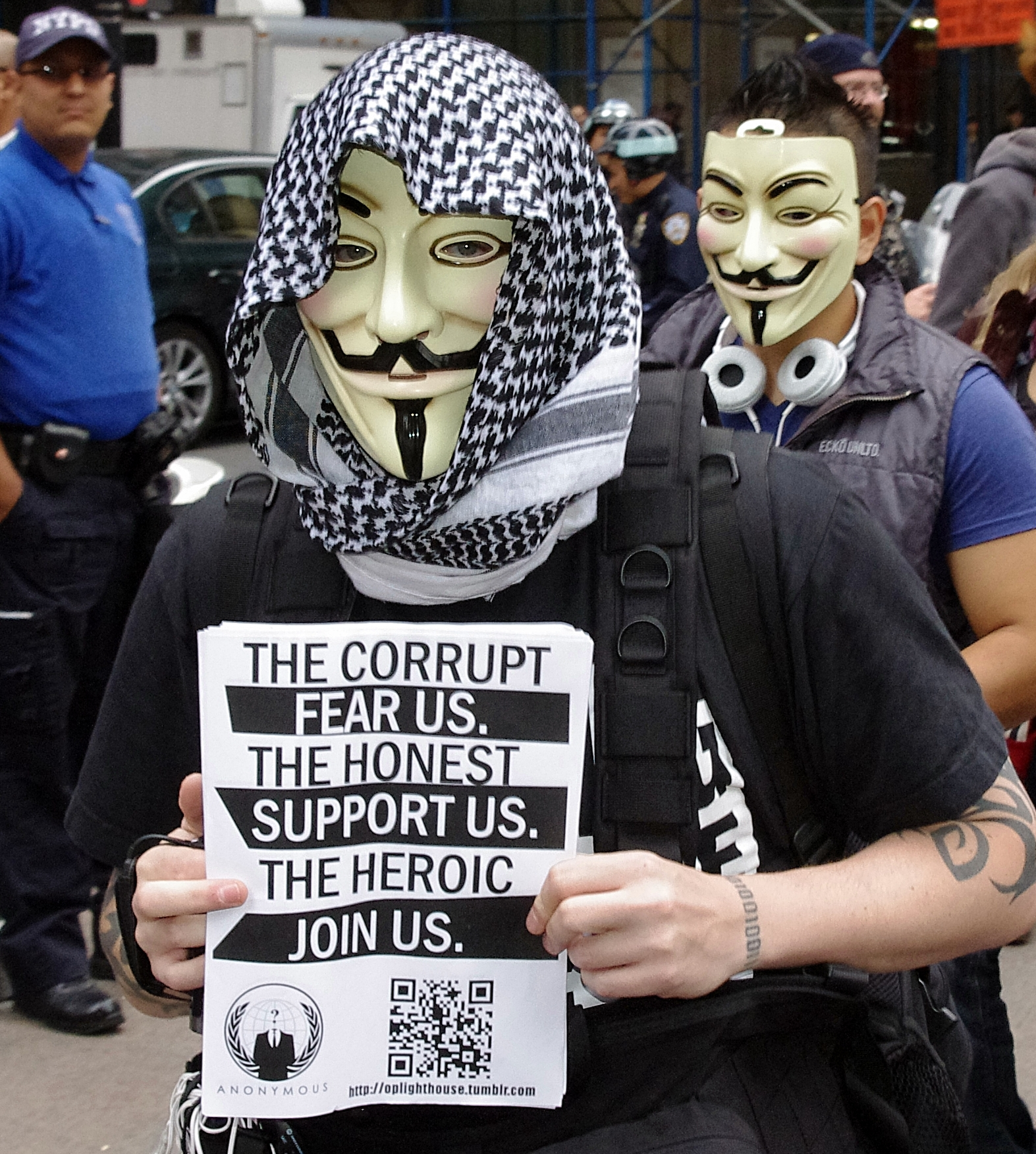
Anonymous-Aktivisten mit Guy-Fawkes-Masken: „Die Korrupten fürchten uns, die Ehrlichen unterstützen uns, die Heldenhaften schließen sich uns an.“

Polizisten schützen den Charging Bull, Symbol für steigende Kurse und für die Wall Street.

Als die eigentlichen Proteste am 17. September begannen, nahmen am ersten Tag etwa 1.000 Menschen teil. Das Errichten von Zelten im Zucotti Park wurde von der New Yorker Polizei zunächst untersagt; später erlaubte sie es dann doch.
Zuvor hatte Bürgermeister Bloomberg auf einer Pressekonferenz gesagt:

„Die Menschen haben das Recht zu protestieren, und wenn sie protestieren wollen, stellen wir gerne sicher, dass sie auch einen Ort dafür finden. Solange sie es dort tun, wo Rechte anderer respektiert werden, so ist dies der Ort, wo Leute sagen können, was sie denken. Und das ist es, was New York New York sein lässt.“

### Pfefferspray-Zwischenfall
In der folgenden Woche berichteten einige Medien von den andauernden Protesten, darunter der Guardian und die New York Times. Insgesamt blieb das Medienecho zunächst verhalten, bis es am 24. September zu mehreren Zwischenfällen kam: an diesem Tag zog eine Gruppe von Demonstranten nach Norden in Richtung Union Square und blockierte dabei einige Straßen. Daraufhin nahm die Polizei 80 Demonstranten fest; dabei wurden mehrere Gruppen von Demonstranten mit orangefarbenen Netzen eingeschlossen – eine Polizeitaktik, die dem deutschen Polizeikessel ähnelt.
Unter Umständen, die von Polizei und Demonstranten unterschiedlich dargestellt wurden, gebrauchte einer der Polizisten gegen Frauen einer kleinen so eingezäunten Gruppe Pfefferspray.
Dieser durch Videos dokumentierte Einsatz (man sieht, wie eine der Frauen schreiend zusammenbricht) wurde Gegenstand heftiger Kritik in den Medien.
Nachdem weitere Videos auftauchten, die insbesondere einen Polizeioffizier zeigten, der mehrfach Pfefferspray gebrauchte, ohne dass rechtfertigende Umstände dafür auf den Videos erkennbar wären, wurde gegen diesen eine Untersuchung eingeleitet. 
 Das war möglich, nachdem mit Hilfe von Anonymous der betreffende Beamte namentlich bekannt gemacht wurde.
Als Reaktion auf diese Zwischenfälle drohte die Gruppe Anonymous damit, die Websites der New Yorker Polizei anzugreifen, falls man in den nächsten 36 Stunden von weiteren Übergriffen höre, wobei der Startzeitpunkt dieses „Ultimatums“ nicht klar war.

### Blockade der Brooklyn Bridge
Am 1. Oktober 2011 nahm die Polizei über 700 Personen fest, nachdem eine Gruppe von Demonstranten über die Brooklyn Bridge zog. Nach Aussage der Polizei hatten die Demonstranten den Fußgängerweg verlassen und seien von der Polizei mehrfach gewarnt worden, dass eine Fortsetzung des Weges auf der Fahrbahn Verhaftungen nach sich ziehen würde. Demonstranten sagten dagegen, sie seien von der Polizei auf die Fahrbahn geleitet worden und hätten keine Warnung erhalten.
Aus einem Bericht des Guardian und den dort wiedergegebenen Aussagen von Teilnehmern der Demonstration scheint zunächst eine Gruppe von Demonstranten die Fahrbahn betreten zu haben, wo sie auf eine Polizeikette stieß und gewarnt wurde. Mit dem Ruf „Take the bridge!“ habe diese Gruppe von Demonstranten weitergedrängt, worauf die Polizei den Widerstand aufgab und dem Demonstrationszug auf die Brücke voranging. Die weiter hinten nachkommenden Demonstranten hätten die Warnung nicht hören und so tatsächlich den Eindruck gewinnen können, dass die Polizei den Zug über die Brücke freigegeben oder sogar geleitet hätte.
Nachdem eine größere Zahl von Demonstranten auf der Brücke war, wurde der Zug aufgehalten. Die auf der Brücke Befindlichen wurden am Zurückweichen gehindert und nach und nach festgenommen. Da Festnahmen und Abtransport längere Zeit in Anspruch nahmen, kam der Verkehr über die Brooklyn Bridge für mehrere Stunden zum Erliegen. Die etwa 700 Verhafteten wurden auf mehrere Polizeireviere verteilt und nach Feststellung ihrer Personalien größtenteils mit einer gerichtlichen Vorladung entlassen.

### Gewerkschaftsmarsch
Am 5. Oktober fand die bislang größte Demonstration mit Unterstützung und Beteiligung zahlreicher Gewerkschaften statt. Die Schätzungen der Teilnehmerzahl bewegen sich zwischen 5.000 und 15.000. Die Demonstration bewegte sich vom Foley Square zum Zuccotti Park und verlief friedlich, erst am Abend kam es zu Zusammenstößen mit der Polizei, als einzelne Demonstranten versuchten, zu den abgesperrten Bereichen der Wall Street vorzudringen. Dabei wurde erneut Pfefferspray eingesetzt, und einzelne Demonstranten wurden verhaftet.

### Schwerverletzter in Oakland
Am 25. Oktober ging die Polizei im kalifornischen Oakland mit Tränengas und Bean-Bag-Munition gegen Demonstranten vor, als sie versuchte, einen zuvor geräumten Platz freizuhalten. Scott Olsen, ein 24-jähriger Demonstrant erlitt dabei ein Schädel-Hirn-Trauma, war zwölf Stunden bewusstlos und musste intensivmedizinisch behandelt werden. Nach Angaben der Demonstranten war der Irak-Veteran, der sich während der Demonstration friedlich verhalten hatte, von einem Tränengasbehälter am Kopf getroffen worden. Die Vereinigung Iraq Veterans Against the War sprach von einem „Polizeiprojektil“. Die kalifornische Kongressabgeordnete Barbara Lee bezeichnete die Handlungsweise der Polizei als Überreaktion und kündigte eine unabhängige Untersuchung an.
 In Oakland kam es zu einer Mahnwache, in New York zu einer Solidaritätskundgebung. In der Folge eskalierten die Proteste in Oakland bis hin zur zeitweiligen Schließung des dortigen Industriehafens, der am 2. November von mehreren tausend Demonstranten besetzt wurde.

### Konkrete Wirkung
Zahlreiche Occupy-Gruppen nahmen an „Move Your Money“-Aktionen teil, bei denen Bürger ihre Guthaben bei durch die Finanzkrisen unbeliebt gewordenen Geschäftsbanken auf Konten von Genossenschaftsbanken übertrugen, v. a. beim Bank Transfer Day am für Occupyer symbolträchtigen 5. November 2011 (Guy Fawkes Night).
Im Herbst 2012 begann eine Gruppe OWS-Aktivisten die Aktion Rolling Jubilee, bei der mittels Spenden von über 590.000 US-Dollar Schuldtitel überschuldeter Privatleute billigst aufgekauft wurden, wodurch fast 12. Mio. US-Dollar Schulden getilgt wurden. Eric T. Hansen lobte dies als die sinnvollste Aktion von OWS.
Zahlreiche Occupy Camps nahmen obdachlose Menschen mit auf und waren dadurch deren Winterquartier 2011/12.

### Räumungen von Protestcamps undDay of Action
Im November wurden Protestcamps zunächst in Portland und Oakland, in der Nacht zum 15. November 2011 auch das der Bewegung zugrundeliegende im New Yorker Zuccotti Park polizeilich geräumt. Die Behörden begründeten ihr Vorgehen mit intolerablen hygienischen Zuständen und mit Straftaten, die in den Camps verübt worden seien. Nach den Aussagen Beteiligter drängte die Polizei in New York Kamerateams von Journalisten ab, setzte Tränengas ein und zerstörte Eigentum von Demonstranten. Noch am selben Tag kehrten die Aktivisten zurück, denen zwar das Übernachten mit Campingausrüstung, nicht aber das Betreten des Parks verboten worden war. Der Wirtschaftsnobelpreisträger Paul Krugman schätzte die Räumung, die zu erneuter Aufmerksamkeit der Medien führte, sogar als Sympathieerfolg für die Occupy-Bewegung ein, die auch vor der Aussicht bewahrt worden sei, mit Einbrechen des Winters an Zulauf in ihrem zentralen Camp zu verlieren.
Zwei Tage später, genau zwei Monate nach der erstmaligen Besetzung des Zuccotti Park und noch unter dem Eindruck seiner kürzlichen Räumung, riefen die Aktivisten einen Day of Action (Deutsch: Aktionstag oder Tag des Handelns) aus und versuchten unter anderem, den Zugang zur New Yorker Börse zu blockieren, ein Vorhaben, das von der Polizei verhindert wurde. Dabei kam es zu mindestens 250 Festnahmen und gewalttätigen Auseinandersetzungen, bei denen die New Yorker Polizei auch gegen Journalisten vorging. Das Committee to Protect Journalists äußerte sich kritisch und besorgt über die durch Festnahmen ihrer Kollegen vorgenommene Behinderung der Berichterstattung. In anderen amerikanischen Städten kam es zu weitgehend friedlichen Protesten.
Der Soziologe und Konfliktforscher Wilhelm Heitmeyer meinte zur Vorgehensweise der US-Behörden:

„Gegen Ansätze wie die Occupy-Bewegung ist die Staatsmacht, speziell in den USA, mit einer martialischen Kontrolldrohung vorgegangen, wie ich es nicht für möglich gehalten hätte. Ich konnte das in New York selbst beobachten. Das ist die praktizierte staatliche Verlängerung des autoritären Kapitalismus. Und das Signal gerade an junge Leute ist klar: »Bewegt euch ja nicht! Sonst kriegt ihr richtig Ärger.«“

### Polizeiübergriff an der Universität von Kalifornien
Am 18. November 2011 gingen zwei Polizisten auf dem Gelände der University of California in Davis aus geringerer als der empfohlenen Distanz mit Pfefferspray gegen friedliche Demonstranten vor, um sie zur Aufgabe einer Sitzblockade zu zwingen. Elf Demonstranten mussten am Ort des Geschehens, zwei im Krankenhaus behandelt werden. Der Vorfall wurde gefilmt und innerhalb kurzer Zeit über das Internet weltweit bekannt. Die beiden Polizisten und ihr Vorgesetzter wurden suspendiert, und die Leiterin der Universität, Linda P.B. Katehi, entschuldigte sich bei den Studenten für den Vorfall.

## Forderungen und Rezeption
Die Bewegung hat für sich keine konkreten Forderungen formuliert, was von Journalisten und Politikern oftmals mit der Komplexität der kritisierten Problematik begründet wurde. Deshalb wurde ihr unter anderem mangelnde Zielgerichtetheit vorgeworfen. Bei den bekannt gewordenen Forderungen, wie denen nach höheren Steuern für Wohlhabende oder einer Finanztransaktionssteuer, handelt es sich eher um Formulierungen Einzelner (hier z. B. aus den Äußerungen von Joseph E. Stiglitz), die von den Teilnehmern der Proteste mehr oder minder geteilt werden. Das gilt auch für Forderungslisten, die auf occupywallst.org gepostet wurden.
Eine weitere, besonders populär gewordene Forderung ist, dass Präsident Barack Obama eine Kommission einsetzen solle, um herauszufinden, welchen Einfluss Geld auf die politischen Repräsentanten in Washington hat. Diese Forderung wurde seinerzeit auf der Website von Adbusters zusammen mit dem Occupy-Wallstreet-Aufruf veröffentlicht. Das macht sie allerdings nicht zu einer Forderung der Bewegung.
Eine derartige „offizielle“ Liste von Forderungen könnte nur durch die „General Assembly“ (Generalversammlung) formuliert werden, und mehrere in unmittelbarem Kontakt zu den Demonstrationen stehende Blogger haben betont, dass es dergleichen nicht gibt.
Der spätere Bundespräsident Joachim Gauck betrachtete die Kapitalismus-Kritik der Occupy-Bewegung vor dem Hintergrund des verstaatlichten Bankenwesens der DDR mit Skepsis. Mit dem Verweis auf seine Erfahrungen in der DDR als einem Staat, in dem die Banken besetzt waren, hielt er es für zweifelhaft, zu glauben, dass Einlagen sicherer wären, wenn die Politik die Finanzwirtschaft bestimmte.

## Medien der Bewegung
Die Bewegung hatte das Bewusstsein der US-Öffentlichkeit erreicht, nachdem US-Präsident Obama auf einer Pressekonferenz zu ihr befragt worden war.
Moderne Technik und neue Medien wurden von der Bewegung in großem Umfang eingesetzt. Die Koordinierung erfolgte über schnell installierte Websites, Netzwerke und soziale Medien wie Facebook und Twitter. Laptops und andere elektronische Geräte wurden verbreitet eingesetzt. Deswegen wurde auch schon die Glaubwürdigkeit der Bewegung angezweifelt: „OWS [Occupy Wall Street] besteht aus halbwegs gut situierten, meist jungen Weißen, die sich den Anschein geben, Opfer zu sein. Junge Leute mit iPhones, die 100 $ pro Monat kosten, teuren Kameras und Designerklamotten …“

### Human Microphone
Bei den täglichen Versammlungen (Asambleas) auf der Liberty Plaza musste allerdings auf (Akustik-)Technik verzichtet werden: Die Stadtverwaltung hatte die Verwendung von Verstärkern und Megaphonen untersagt. Die Demonstranten bedienten sich einer auf den Namen „Human Microphone“ getauften Technik, um trotzdem eine Kommunikation stattfinden zu lassen. Jeder Beitrag eines Einzelnen wurde von einem Sprechchor wiederholt, sodass er auf dem ganzen Platz verstanden werden konnte. Diese Technik verwendete auch Michael Moore, als er mit den Demonstranten sprach.
Das „Human Microphone“ bietet Vorteile: Durch die langsamere Vortragsweise ist es leichter, dem Redefluss des Sprechers zu folgen.

### Occupied Wall Street Journal

Arun Gupta, Herausgeber, mit der 1. Ausgabe Occupied Wall Street Journal

Zu den von den Demonstranten zur Kommunikation ihrer Standpunkte und ihrer Situation verwendeten Medien gehörte eine eigene Zeitung, das Occupied Wall Street Journal, das am 1. Oktober erstmals mit einer Auflage von 50.000 Exemplaren erschienen war, finanziert durch Spenden von Journalisten des Indypendent, einer New Yorker Internet-Publikation im Rahmen von Indymedia.

### „We are the 99 percent“
Außerdem wurde in Zusammenhang mit occupywallst.org unter dem Slogan „We are the 99 percent“ („Wir sind die 99 Prozent“) eine Tumblr-Seite ins Leben gerufen, die bis Mitte Oktober über 1200 Beiträge sammelte, die jeweils aus dem Foto eines Schildes oder eines Zettels bestehen, in denen jemand seine Situation schildert, wobei eine Reihe von Themen immer wieder auftauchen: Verlust von Arbeit und Wohnung, fehlende Krankenversicherung und Perspektivlosigkeit akademisch Gebildeter, die gleichzeitig mit hohen Ausbildungsdarlehen belastet sind. Am Ende des Textes erschien dann jeweils der Slogan. „Wir sind die 99 Prozent“ wurde auch international und im deutschsprachigen Raum zum Slogan der „Occupy“-Proteste.

## Unterstützer
Die Gruppe Anonymous hatte sich frühzeitig zu dem Projekt bekannt.
Bereits am 17. September, dem ersten Tag der Proteste, sprach die Schauspielerin Roseanne Barr mit den auf der Liberty Plaza Versammelten. Auch die Schauspielerin Susan Sarandon besuchte die Demonstranten, und der Rapper Immortal Technique wurde häufig auf der Plaza gesehen. Am 26. September kam der Aktivist und Filmemacher Michael Moore auf die Liberty Plaza, hielt eine Rede und äußerte große Erwartungen, die künftige Bedeutung dieser Proteste betreffend: „In hundert Jahren wird man sich daran erinnern, dass ihr zu diesem Platz kamt und diese Bewegung ins Leben gerufen habt.“ Spike Lee, Barbara Ehrenreich und Slavoj Žižek sprachen ebenfalls vor den Demonstranten in New York.
Des Weiteren wurde die Occupy-Bewegung von der American Nazi Party und der American Communist Party unterstützt.
Auch die Globalisierungskritikerin Naomi Klein hielt dort am 6. Oktober eine Rede, die wegen der fehlenden Möglichkeiten zur akustischen Verstärkung kurz ausfiel und in einer längeren Version bei The Nation und im Occupied Wallstreet Journal sowie in einer deutschen Übersetzung in der Schweizer Wochenzeitung erschien. Klein verglich Occupy Wall Street mit den globalisierungskritischen Protesten, die 1999 die 3. WTO-Konferenz in Seattle verhinderten. Occupy Wall Street könne auch dank seiner Gewaltfreiheit länger bestehen als die damaligen Proteste und käme zu einem günstigeren Zeitpunkt. Über finanzpolitische Forderungen hinaus müssten grundlegende gesellschaftliche Werte verändert werden. Sie könne das nicht in eine einzige medienwirksame Formulierung verpacken, sei aber von einer Kultur gegenseitiger Anteilnahme unter den Demonstranten beeindruckt.
Auf einer hierfür eingerichteten Website erklärten sich etwa 1200 Autoren solidarisch mit der Occupy-Bewegung, unter ihnen Salman Rushdie, Margaret Atwood, Jonathan Lethem und Alice Walker.
Stéphane Hessel, Verfasser des Essays Empört Euch!, erklärte in einem Interview gegenüber Democracy Now! seine Unterstützung für die Protestaktion in New York City. In Graz sprach er bei einer Kundgebung anlässlich des internationalen Aktionstages am 15. Oktober zu den Demonstranten und bezog sich dort direkt auf den in den Vereinigten Staaten entstandenen Slogan „Wir sind die 99 Prozent“.
Auch prominente Wissenschaftler unterstützen die Proteste, so die Wirtschaftsnobelpreisträger Joseph E. Stiglitz und Paul Krugman, der Linguist Noam Chomsky sowie der Philosoph Slavoj Žižek, die Literaturwissenschaftlerin Judith Butler, der Intellektuelle Cornel West und der Ökonom Richard D. Wolff, die jeweils zu den Demonstrierenden sprachen. Die These des Wirtschaftswissenschaftlers Simon Johnson vom „stillen Coup“, mit dem die Finanzindustrie die Macht in den Vereinigten Staaten übernommen habe, gilt als weitere Rechtfertigung der Proteste. Der Sozialwissenschaftler Immanuel Wallerstein bezeichnet die Occupy-Wall-Street-Bewegung als „bedeutendstes politisches Ereignis in den USA seit den Aufständen von 1968“ und sieht in ihr deren direkte Fortsetzung. Sie sei sowohl durch Angriffe der politischen Rechten als auch durch den eigenen Erfolg gefährdet und befände sich in der schwierigen Lage, ihre Sichtweisen zwischen den Polen der Sektiererei und des Auseinanderfallens zu formulieren. Sie könne sowohl zu einer kurzfristigen Änderung der amerikanischen Regierungspolitik beitragen als auch langfristig das Denken der amerikanischen Gesellschaft verändern. Falls sie scheitere, habe sie bereits ein bleibendes Vermächtnis hinterlassen.
Theoretische, wenn auch unbeabsichtigte Untermauerung erhält die Kritik der Occupy-Bewegung an der dominierenden Rolle der Finanzindustrie durch eine 2011 vorgestellte Studie der ETH Zürich, die Auswertungen einer Wirtschaftsdatenbank der OECD mit dem Stand von 2007 vornahm. Aus Informationen über 37 Millionen Unternehmen und Investoren weltweit gelang es, 43.000 international tätige Unternehmen zu identifizieren. Innerhalb dieser Gruppe konnte gezeigt werden, dass nur 147 überwiegend aus dem Banken- und Finanzsektor stammende Unternehmen, nach Umsätzen gerechnet, mehr als 40 Prozent der multinationalen Umsätze kontrollieren.
Eine wichtige Quelle für Unterstützung sind neben Künstlern und Wissenschaftlern die Gewerkschaften, darunter die Amalgamated Transit Union, Transport Workers Union Local 100 und die United Federation of Teachers.
Außerdem hat die Transport Workers Union of Greater New York dagegen protestiert, dass ihre Mitglieder dazu angehalten wurden, die zahlreichen Verhafteten des 1. Oktober von der Brooklyn Bridge zu transportieren. Sie reichte eine entsprechende Klage und Antrag auf Unterlassung ein, die allerdings abgewiesen wurden.
Unterstützung gibt es weiterhin von Nutzern von Bitcoin, einem Projekt, das die Einführung eines dezentralen elektronischen Geldes anstrebt, welches dem Einfluss von Banken und Zahlungsdienstleistern wie PayPal sowie den Nachteilen kreditbasierter Währungen entzogen ist.
Der venezolanische Präsident Hugo Chávez unterstützte die Protestierenden und kritisierte die Polizeigewalt wie auch Russia Today mit übertriebener Berichterstattung die Bewegung aggressiv unterstützte.

## Ausbreitung

### Vereinigte Staaten
Obwohl New York das Zentrum der Proteste war, gab es danach in zahlreichen US-Städten zeitweise ähnlich ausgerichtete Demonstrationen.

Berichte und Videos darüber wurden auf der  Website von Occupy Together gesammelt.
Am 12. Oktober 2011 gab es Communitys in 1399 Städten, auch außerhalb der Vereinigten Staaten, wobei nicht in allen diesen Städten Aktionen stattfanden.
Die folgende Tabelle listet Städte in den USA auf, aus denen Presseberichte über Aktionen der Occupy-Wall-Street-Bewegung vorliegen:
| Ort                                                | Name               | Aktion(en)                 | Beginn             | Website                   | Presse        |
| -------------------------------------------------- | ------------------ | -------------------------- | ------------------ | ------------------------- | ------------- |
| Baltimore, McKeldin Square                         | Occupy Baltimore   | Besetzung, Demonstrationen | 4. Oktober 2011    | occupybmore.org           | [ 81 ]        |
| Birmingham (Alabama)                               |                    |                            |                    |                           | [ 79 ]        |
| Boston, Dewey Square                               | Occupy Boston      | Besetzung                  | 28. September 2011 | occupyboston.com          | [ 82 ]        |
| Chicago, Ecke LaSalle Street und Jackson Boulevard | Occupy Chicago     | Besetzung, Demonstrationen |                    | occupychi.org             | [ 83 ]        |
| Denver                                             |                    |                            |                    |                           | [ 84 ]        |
| Lexington (Kentucky)                               |                    |                            |                    |                           | [ 79 ]        |
| Los Angeles                                        |                    |                            |                    |                           | [ 85 ]        |
| Miami                                              |                    |                            |                    |                           | [ 86 ]        |
| Minneapolis                                        |                    |                            |                    |                           | [ 87 ]        |
| New Orleans                                        |                    |                            |                    |                           | [ 88 ]        |
| New York City, Zuccotti Park                       | Occupy Wall Street | Besetzung                  | 17. September 2011 | occupywallst.org nycga.cc | [ 89 ]        |
| Omaha                                              |                    |                            |                    |                           | [ 79 ]        |
| Portland (Maine)                                   |                    |                            |                    |                           | [ 90 ]        |
| Sacramento                                         |                    |                            |                    |                           | [ 91 ]        |
| San Francisco                                      |                    |                            |                    |                           | [ 79 ] [ 92 ] |
| Seattle                                            |                    |                            |                    |                           | [ 93 ]        |
| Washington, D.C.                                   | October 2011       | Besetzung                  |                    |                           | [ 94 ]        |

### International

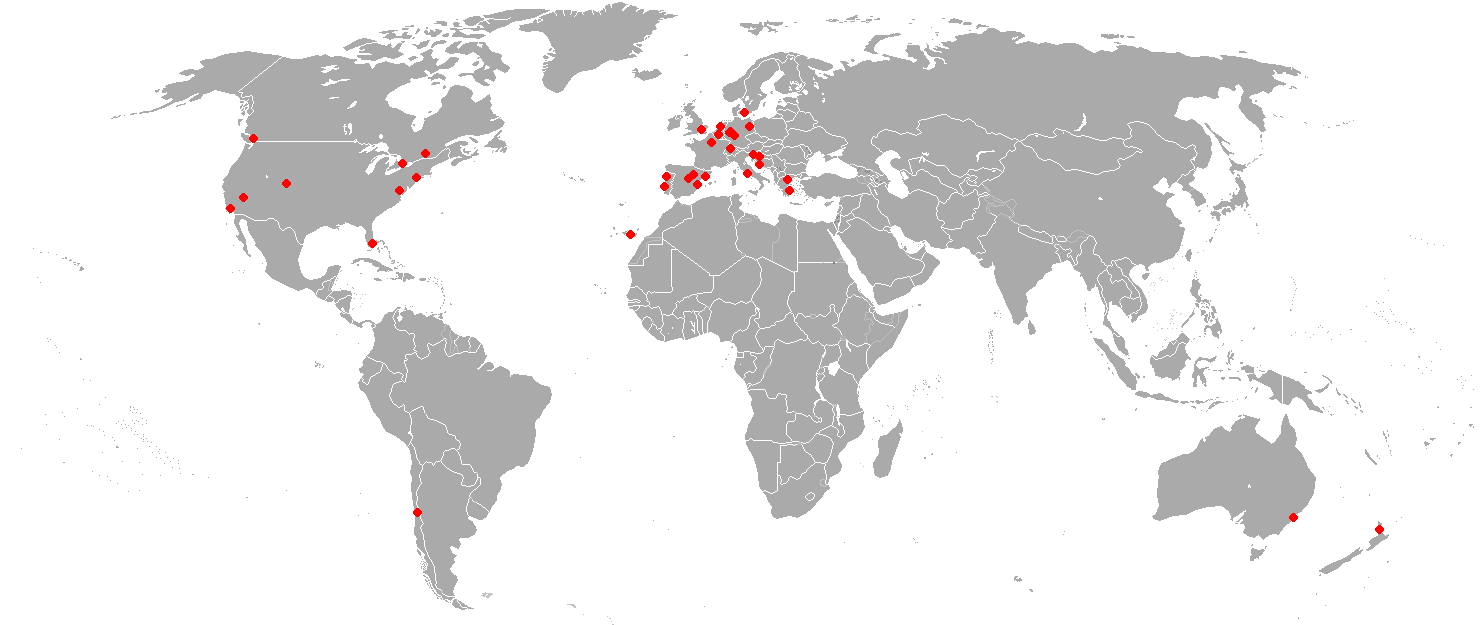
Karte der Proteste, die bis zum 17. Oktober mindestens 1000 Teilnehmer erreichten

Am 15. Oktober 2011 fanden im Rahmen eines – bereits am 15. Mai von der spanischen Democracia Real Ya („Echte Demokratie Jetzt!“) geplanten – globalen Aktionstages in rund 1000 Städten weltweit Protestaktionen statt, darunter in Deutschland, in Österreich und in der Schweiz.
Bemerkenswert ist, dass sogar in Hongkong vor der HSBC-Bankzentrale lange Zeit ein Protest-Camp bestand.

#### Deutschland
Demonstrationen fanden am 15. Oktober in Deutschland unter anderem in Frankfurt am Main, Berlin, Hamburg, München, Köln, Düsseldorf und Stuttgart statt. Bundesweit nahmen etwa 40.000 Menschen daran teil. In Frankfurt am Main zogen rund 5000 Demonstranten vor das Gebäude der Europäischen Zentralbank, und etwa 150 von ihnen begannen, auf unbestimmte Zeit dort ein Zeltlager einzurichten. Auch in Hamburg wurde im Anschluss an eine Demonstration mit 2000 Teilnehmern ein Protestcamp gegenüber der HSH Nordbank begonnen. In Berlin zogen rund 5000 Menschen vor das Kanzleramt.
In Köln demonstrierten etwa 1500 Menschen, in Düsseldorf etwa 1000, ebenso viel in Leipzig. Auch in den Städten Aachen, Bochum, Dortmund, Minden, Bielefeld, Paderborn und Solingen gab es Demonstrationen. Eine Woche später wiederholten sich unmittelbar vor einem Gipfeltreffen des Europäischen Rates die Demonstrationen. In Frankfurt, Berlin, Köln, Düsseldorf und anderen Städten versammelten sich zwischen 7.500 und 10.000 Teilnehmer. Schwerpunkt der Proteste war in Deutschland wiederum die Bankenmetropole Frankfurt mit mindestens 4.000 Teilnehmern.
Am 29. Oktober und 5. November kam es, unter geringerer Beteiligung als in den Wochen zuvor, erneut zu Demonstrationen in Frankfurt, Berlin und Düsseldorf. Am 12. November 2011 bildeten Demonstranten unter Beteiligung der Occupy-Bewegung Menschenketten um das Berliner Reichstagsgebäude und das Frankfurter Bankenviertel. In Frankfurt nahmen bis zu 10.000, in Berlin bis zu 8000 Menschen teil. Aufgerufen hatte ein Bündnis der Organisationen Attac, Campact und Naturfreunde zusammen mit 25 weiteren Organisationen. Am 16. Mai 2012 wurde das Frankfurter Camp vorübergehend geräumt wegen für den 18. Mai im Rahmen der Blockupy-Tage geplant gewesenen Aktionen zivilen Ungehorsams gegen EZB und Geschäftsbanken. An dem Aktionsbündnis und der Großdemonstration am 19. Mai waren Occupyer aus der ganzen Bundesrepublik beteiligt. Am 6. August 2012 wurde das Camp von Occupy Frankfurt polizeilich geräumt.

#### Österreich
In Österreich folgte die Initiative Wege aus der Krise, die unter anderem von Die Armutskonferenz, Attac Österreich, der Gewerkschaft der Gemeindebediensteten, Kunst, Medien, Sport und freie Berufe (GdG-KMSfB), Global 2000 Österreich, der Gewerkschaft der Privatangestellten (GPA), Greenpeace Österreich, der Katholischen ArbeitnehmerInnen Bewegung Österreich (KAB), der Österreichischen Hochschülerinnen- und Hochschülerschaft, der Gewerkschaft PRO-GE, SOS Mitmensch und der Gewerkschaft Vida getragen und von einer Reihe weiterer Organisationen unterstützt wurde, dem Aufruf und organisierte Aktionen in zwölf Städten.
An einer Demonstration in Wien nahmen laut Polizeiangaben rund 1400 Teilnehmer teil. In der Stadt Salzburg folgten rund 200 Aktivisten dem Aufruf von Occupy Salzburg. Im Rahmen einer gemeinsamen Aktion von Attac und des Österreichischen Gewerkschaftsbunds (ÖGB) Tirol wurden in ganz Innsbruck 5.000 Flyer verteilt. In Graz organisierte die Plattform 25 den Tag der Empörung, in dessen Verlauf der frühere Angehörige der französischen Résistance und Autor des Essays Empört Euch!, Stéphane Hessel, eine Rede hielt.
In Innsbruck wurde ab dem 11. November der Bozner Platz von Occupy Innsbruck besetzt, am 21. November siedelte die Bewegung vom Bozner Platz in den Waltherpark über. Seit dem 29. Dezember 2011 ist der Gramartboden, einer der höchsten Punkte der Stadt Innsbruck, besetzt.

#### Schweiz

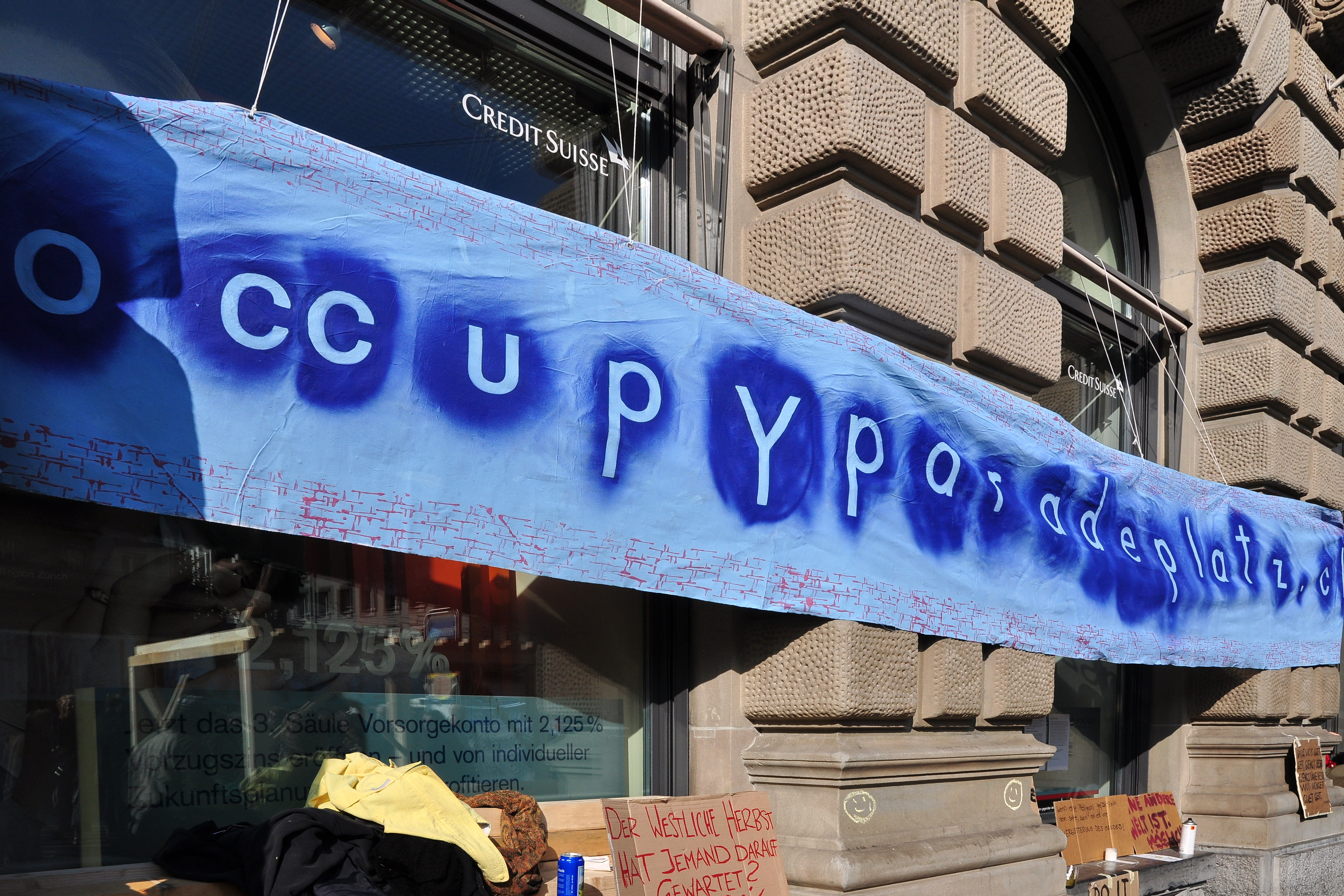
'Occupy Paradeplatz' in Zürich (2011)

In der Schweiz riefen Aktivisten und Befürworter zu Demonstrationen in den Großstädten Zürich, Bern, Genf und Basel auf.
Zu den Befürwortern zählten neben der umstrittenen, verschwörungstheoretischen Thesen zugeordneten Schweizer Ableger „We are Change Switzerland“ des rechtslibertären Journalisten Luke Rudkowski, die Gruppe „Echte Demokratie jetzt“, die Juso und die Jungen Grünen. Auf dem Zürcher Paradeplatz, unmittelbar vor den Hauptsitzen der beiden Schweizer Großbanken UBS und Crédit Suisse, versammelten sich am 15. Oktober und eine Woche darauf etwa 1000 Demonstranten unter dem Motto Occupy Paradeplatz. Etwa 70 von ihnen richteten im Quartier Lindenhof ein Zeltlager ein, das am 15. November durch die Polizei geräumt wurde. Die inzwischen etwa 100 Aktivisten wichen auf das Gelände der reformierten St.-Jakobs-Kirche in Aussersihl aus, das ihnen von der Gemeinde angeboten worden war, und beschlossen bereits zwei Wochen später, das Camp wieder aufzulösen und sich anderen Aktionsformen zuzuwenden. In dem offenen Zeltlager wohnten zunehmend Menschen, die nicht bereit waren, sich an der politischen Aktivität zu beteiligen.
Seit dem 15. Oktober 2011 gab es ein Occupy-Zeltlager im Parc des Bastions in Genf, 200 Meter entfernt vom Genfer Bankenviertel. Es wurde von den Behörden nach langen Verhandlungen toleriert. Stéphane Hessel, Autor des Traktats Empört Euch!, besuchte das Zeltlager im Dezember und sprach seine Unterstützung aus. Das Zeltlager wurde Anfang Februar 2012 aufgelöst.

#### Vereinigtes Königreich

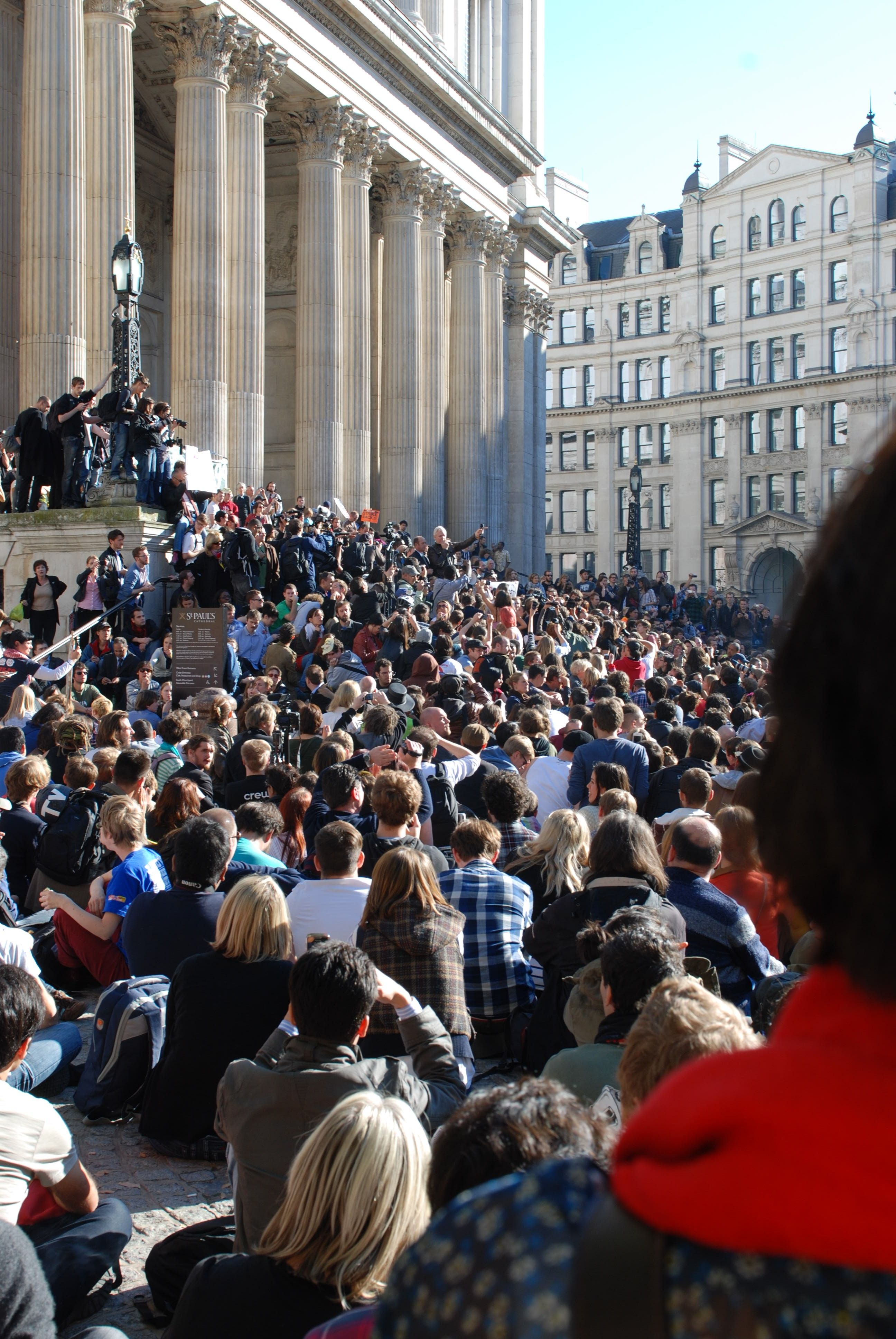
Julian Assange spricht bei den Occupy London Protesten vor der St Paul’s Cathedral in der City of London am 16. Oktober 2011

In London kam es am 15. Oktober 2011 zu Demonstrationen vor der Börse und der St Paul’s Cathedral mit mehreren tausend Teilnehmern. Der WikiLeaks-Aktivist Julian Assange kündigte eine Kampagne gegen Finanzinstitute an. Das Bankensystem in London sei laut Assange „der Empfänger von korruptem Geld“. Auch in London wurde vor der St Paul’s Cathedral ein Protestcamp eingerichtet, was zur vorübergehenden Schließung der Kirche führte.
Die Demonstrationen begannen im Oktober 2011. Am 15. Oktober 2011 wurden von den Demonstranten zwei Lager in der Londoner Innenstadt aufgeschlagen: eines außerhalb der St. Pauls Kathedrale in der City of London und das andere in Finsbury Square nördlich der City of London. Im November 2011 wurde ein dritter wichtiger Standort in einem stillgelegten Bürokomplex im Besitz der UBS eröffnet, von den Demonstranten benannt als Bank der Ideen. Ein vierter Standort wurde Ende Dezember 2011 gegründet in den ungenutzten Räumen der Old Street Magistrates Court im Osten Londons.
Die Proteste von Occupy London wurden von der tax avoidance protest group UK Uncut unterstützt.

#### Italien
In Italien gingen am 15. Oktober 2011 in Rom nach Schätzungen von Medien mindestens 150.000 Menschen auf die Straße. Im einzigen von 82 Ländern kam es am Rande der Proteste zu Gewalttätigkeiten. Eine Gruppe Vermummter sorgte für Verwüstungen und Brände. Andere betraten gesperrte archäologische Flächen im Bereich des Kolosseums. Weder friedliche Demonstranten noch die Polizei, die nach einer Vertrauensabstimmung mit positivem Ausgang für den umstrittenen italienischen Ministerpräsidenten Silvio Berlusconi am Tag zuvor mit Zwischenfällen gerechnet hatte, konnten dies verhindern.

## Kritik
Kritisiert wurde insbesondere die Gewaltbereitschaft mancher Aktivisten. So wurden in Oakland Barrikaden errichtet, Schaufenster mit Steinen eingeworfen und Straßenfeuer entzündet, wodurch mehrere Geschäfte schwer beschädigt wurden. Ebenso wurden antisemitische Formulierungen bzw. ein durch Personalisierungen „antisemitische Affekte begünstigender“ und kulturalistisch-regressiver Antikapitalismus innerhalb der Occupy-Bewegung kritisiert.